# Cassel Communal Cemetery Extension
Cassel Communal Cemetery Extension je vojenský hřbitov britského společenství, na kterém jsou pohřbeny oběti druhé světové války. Nachází se ve francouzském městě Cassel v departementu Nord. Hřbitov přiléhá k městskému hřbitovu, rozkládá se podél Avenue Albert Mahieu na východních svazích výšiny Kasselberg, 400 m od centra města. 
Hřbitov je pod úrovní ulice a má přibližně obdélníkový tvar. Do ulice je ohraničen zdí a na protilehlé straně živým plotem. Ve východním rohu je vztyčen krucifix na mohutném osmibokém podstavci Hřbitov udržuje Komise britského společenství pro válečné hroby (Commonwealth War Graves Commission). 
Je zde pohřbeno 115 obětí. 

## Historie

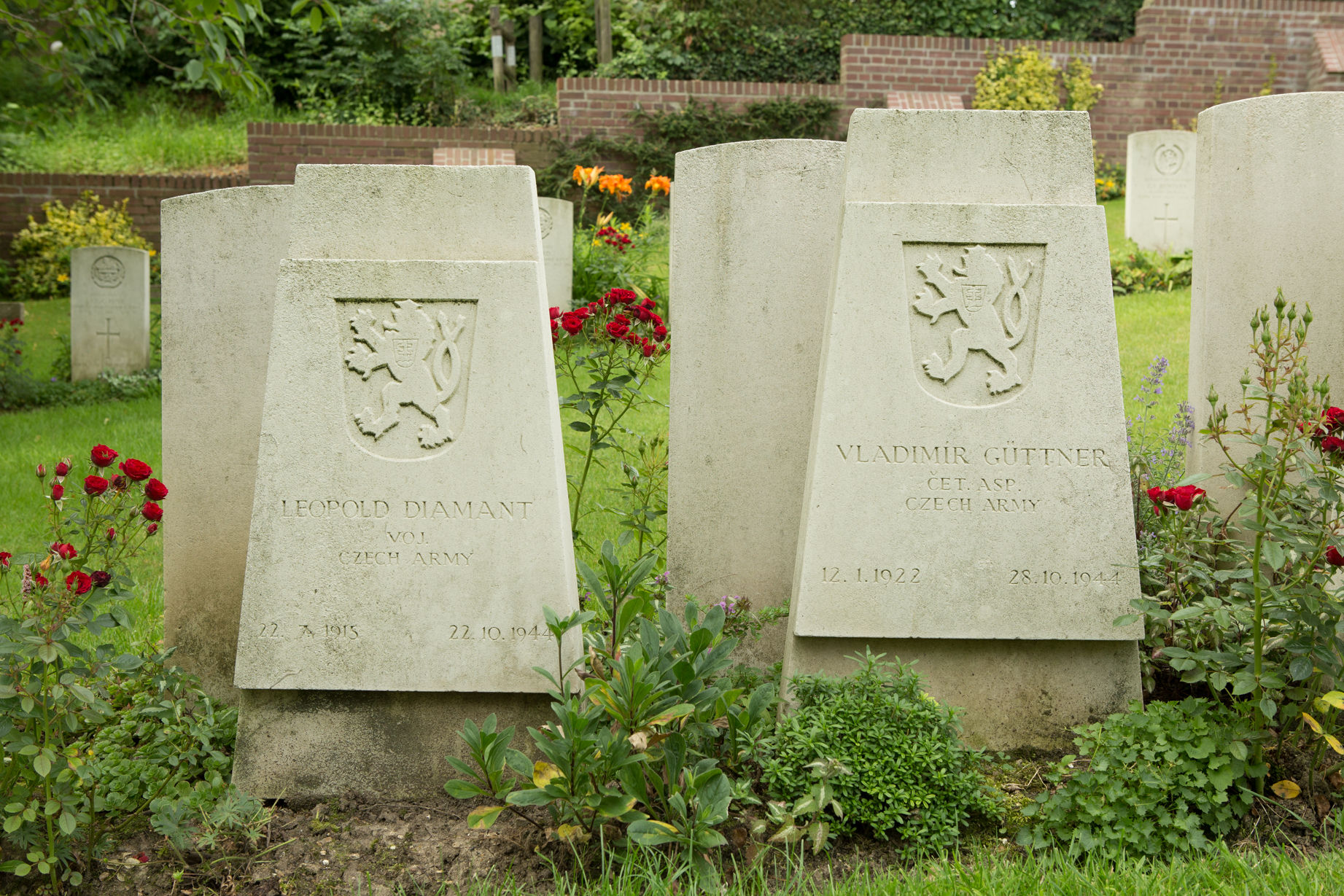
Hroby Leopolda Diamanta a Vladimíra Güttnera

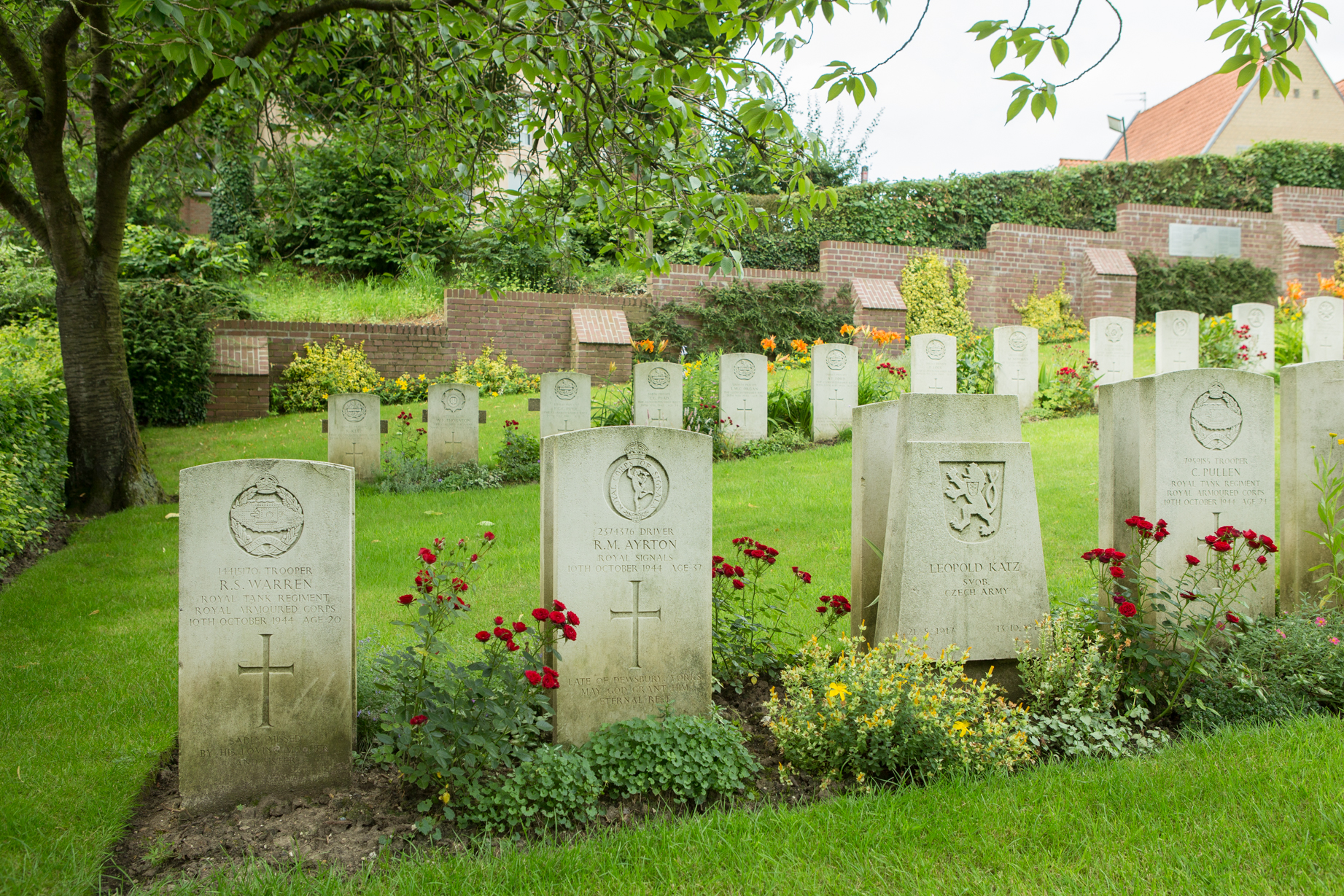
Hrob svobodníka Leopolda Katze

V různých obdobích první světové války v Casselu  sídlili se svými štáby maršál Foch a lord Plumer.
Ve druhé světové válce poblíž Casselu bojovaly britské 48. a 44. divize, které kryly ústup k Dunkerku a umožnily operaci Dynamo. 
Je zde pohřbeno dvanáct příslušníků Československé samostatné obrněné brigády, kteří padli mezi říjnem 1944 a dubnem 1945 při obléhání Dunkerku. Hroby československých vojáků jsou evidovány v Centrální evidenci válečných hrobů vedené Ministerstvem obrany České republiky. 

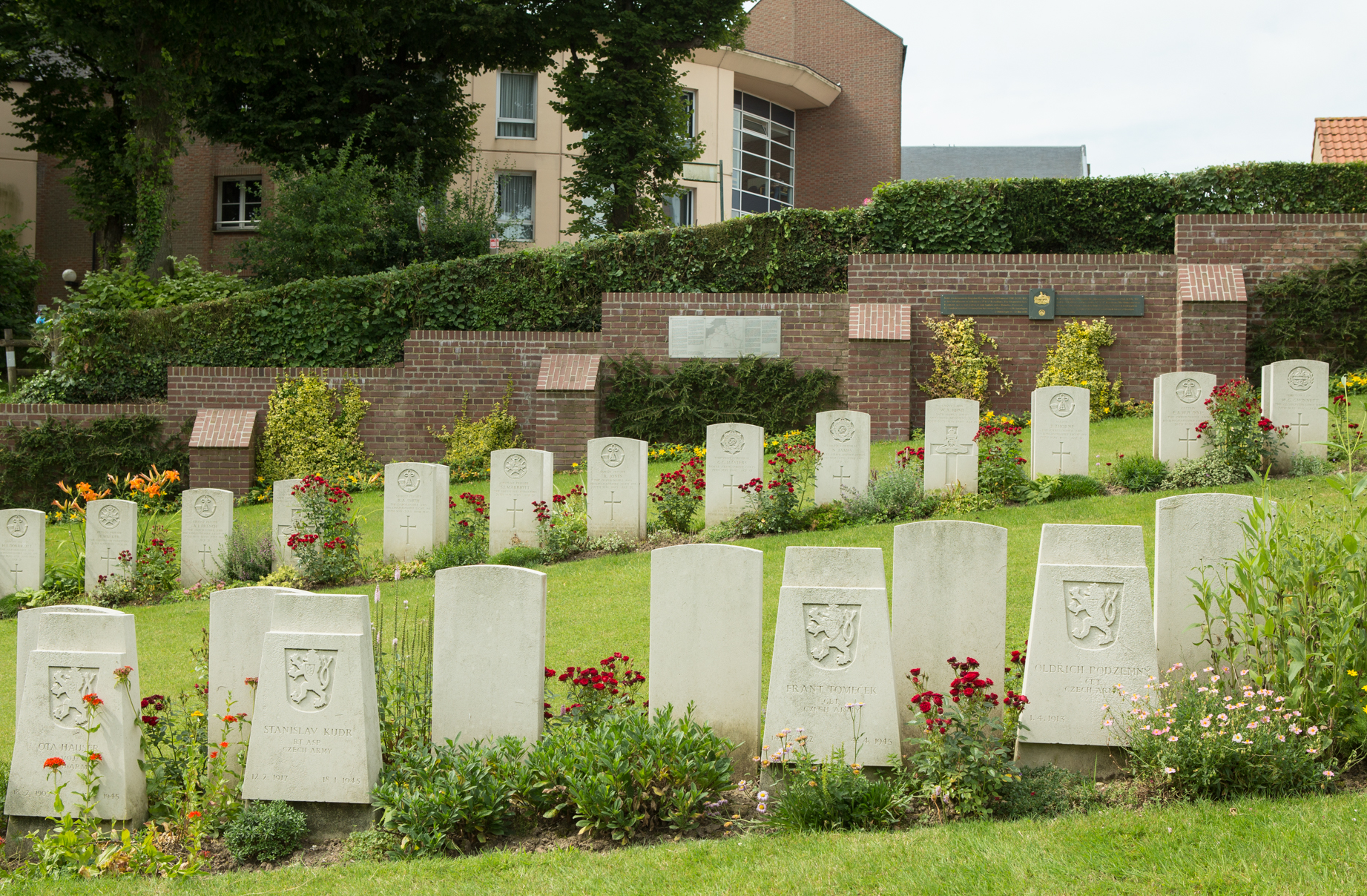
Pohřbení (odleva): Ota Hauser, Stanislav Kudr, František Tomeček, Oldřich Podzemný

- četař Oldřich Podzemný[pozn. 1]
- četař František Tomeček[pozn. 2]
- rotmistr Stanislav Kudr[pozn. 3]
- vojín Ota Hauser[pozn. 4]
- vojín Josef Ples[pozn. 5]
- vojín Alexandr Paták[pozn. 6]
- rotmistr Karel Pecka[pozn. 7]
- poručík Štěpán Hacker[pozn. 8]
- vojín Jindřich Vaněk[pozn. 9]

- četař Vladimír Güttner[pozn. 10]
- vojín Léopold Diamant[pozn. 11]
- svobodník Leopold Katz[pozn. 12]